# 胡克塞特 (新罕布什爾州)
胡克塞特（英語：Hooksett）是一個位於美國新罕布什爾州梅里馬克縣的鎮。

## 人口
根據2020年美國人口普查的數據，胡克塞特的面積為96.20平方千米，當中陸地面積為93.40平方千米，而水域面積為2.80平方千米。當地共有人口14871人，而人口密度為每平方千米155人。